# Jiří Kasal
Jiří Kasal (25. února 1951 Liberec) je liberecký signatář Charty 77. Od počátku roku 1977 byl vystaven šikaně ze strany Státní bezpečnosti. V roce 1977 byl přepaden násilníky za svoji aktivní činnost signatáře. Z důvodu nátlaku Státní bezpečnosti, která probíhala v rámci akce Asanace, se přestěhoval do Rakouska.

## Perzekuce ze strany Státní bezpečnosti
Od počátku roku 1977 se potýkal se šikanou ze strany Státní bezpečnosti. Na jaře 1977 u něj byla provedena domovní prohlídka. Docházelo k častým výslechům a střežení jeho bytu. Kontrolováni byli i lidé, kteří Jiří Kasala navštěvovali. Jiří Kasal se při výslechu potýkal se silným nátlakem, který ho měl donutit k podání žádosti o vystěhování z Československa. Jeho žádost o převedení do invalidního důchodu a přiznání změněné pracovní schopnosti byla zamítnuta.
Dne 1. září 1977 byl Kasal v ulici Kateřinská v Liberci přepaden a fyzicky napaden násilníky, kterých údajně bylo pět. Záminkou měla být Kasalova kritika KSČ a prosazování Charty 77. Násilníci Kasala zbili do bezvědomí, zlomili mu dvě žebra a urazili kus zubu. Kromě násilí byl vystaven i nadávkám. Své pachatele nedokázal při jejich činu identifikovat, protože byla tma a zakrývali mu oči. Při přepadení se mu snažil pomoci jeho přítel Miroslav Strnad, ale neúspěšně. Jiří Kasal skončil v nemocnici. Z nemocnice byl hned druhý den odveden příslušníky VB a následovaly další výslechy. Nakonec musel být zpět převezen do nemocnice.
Bývalý příslušník SNB, Jiří Vajc, se dostal do soudního procesu jako údajný pachatel. Dne 22. února 1979 byl obžalován Okresní prokuraturou v Liberci z trestného činu ublížení na zdraví za napadení Jiřího Kasala. Okresní soud v Liberci odsoudil Jiřího Vajce pouze pro přečin proti socialistickému soužití, a to k pětiměsíčnímu podmíněnému trestu odnětí svobody. Podle rozsudku bylo prokázáno udeření Kasala Vajcem. Důkazy o poranění Kasalových žeber a dalších zranění se neprokázaly. Vajcovi soud stanovil výši trestu při horní hranici trestní sazby. Výkon trestu byl nakonec odložen na dva roky. V březnu 1979 okresní prokurátor v Liberci podal proti rozsudku odvolání, který však v květnu téhož roku vzal zpět.
Výbor na obranu nespravedlivě stíhaných ocenil odhalení pachatele z násilného útoku proti signatáři Charty 77, ale zároveň připomínal nedostatečné objasnění celého případu.
Jeho žádost na vystěhování do Rakouska byla povolena v srpnu roku 1978. Již v únoru se vystěhování uskutečnilo. SNB zařadila Kasala na Index nežádoucích osob. Obávala se, že i přes vystěhování bude komunikovat s lidmi v zemi.
V Liberci je dnes Jiří Kasal společně s dalšími libereckými signatáři Charty 77 připomínán tramvajovou zastávkou Rybníček - Zastávka Reného Matouška a dalších libereckých signatářů Charty 77.